# Басилая, Дмитрий
Дмитрий Басилая (груз. დიმიტრი ბასილაია, родился 27 ноября 1985 года в Тбилиси) — грузинский регбист, выступавший на позиции фланкера и восьмого (форвард третьей линии), тренер киевского клуба «Политехник».

## Игровая карьера
На клубном уровне выступал почти всю свою карьеру во Франции. Начинал карьеру в грузинском «Поти», позже уехал во Францию, где числился в молодёжном составе «Клермона», однако в основу не пробился. В 2008 году играл в Федераль 1 за клуб «Морлаас», в сезоне 2008/2009 сыграл три матча. До конца сезона 2011/2012 играл за другие команды Федераль 1 — «Ле-Бюг» и «Обена Вальс» и «Авенир Валансьен». В конце сезона 2011/2012 его подписал клуб «Эдинбург» из Про12. В мае 2014 года перешёл в «Перпиньян», где и завершил карьеру.
Дебютную игру за сборную Грузии Басилая провёл 2 февраля 2008 года против Португалии в Тбилиси, занеся попытку и обеспечив команде очередную победу в рамках чемпионата Европы. В 2011 году Ричи Диксон включил его в заявку на чемпионат мира 2011 года в Новой Зеландии, в игре против Англии занёс свою вторую попытку в карьере за сборную. 14 февраля 2015 года сыграл последний матч за Грузию: матч состоялся снова в Тбилиси и снова против Португалии. Всего за Грузию провёл 33 матча, набрав 25 очков. В заявку на чемпионат мира в Англии он не попал из-за небольшой травмы и недопониманий с Милтоном Хейгом: в целом вся карьера Басилая сопровождалась травмами.

## Тренерская карьера
После игровой карьеры Басилая выучился на пекаря во Франции, сдав государственный экзамен. На год он вернулся в Грузию, а затем открыл на Украине логистическую компанию. В 2020 году он стал тренером киевского клуба «Политехник», а его компания стала одним из спонсоров команды.